# India pale ale
 Der er for få eller ingen kildehenvisninger i denne artikel, hvilket er et problem. Du kan hjælpe ved at angive troværdige kilder til de påstande, som fremføres i artiklen.

India pale ale eller IPA er en engelsk øltype, der blev udviklet for at kunne klare sejlturen til Indien.
Tidligere sejlede englænderne deres øl til kolonierne i Indien, da det var for varmt til at brygge øllet lokalt. Den lange rejse og de store temperatursvingninger gjorde dog, at øllet havde svært ved at klare turen. Og da man ikke kendte til pasteurisering, blev der udviklet en øltype med en højere alkoholmængde, hvor der samtidigt var tilsat mere humle. Begge dele var med til at konservere øllen, så risikoen for at den blev dårlig i løbet af den lange rejse blev mindre.
På grund af den store mængde humle er IPA'en en relativt bitter øl (høj IBU). Denne bitterhed opvejes af aromahumlen, der er med til at give øllet en mere frugtagtig smag.